# Calcopirita

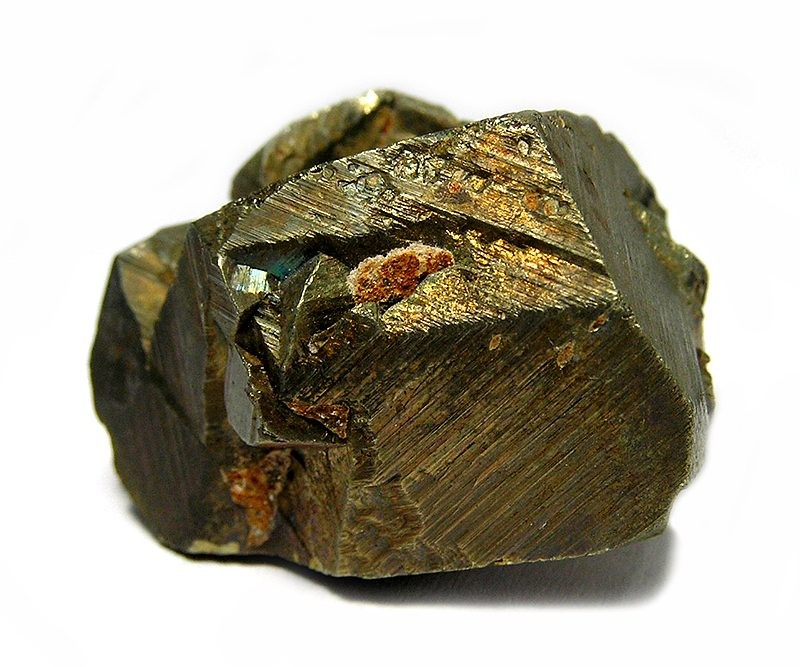
Cristal de calcopirita tetragonal.

La calcopirita es un mineral, un sulfuro de hierro y cobre (CuFeS2), la mena de cobre más ampliamente distribuida.
La calcopirita fue por vez primera  descrita científicamente en 1725 por Johann Friedrich Henckel y el nombre deriva de las palabras griegas khalkós, 'cobre', y pyrós, 'fuego' o pirita, literalmente fuego de cobre.

## Características
Químicamente es un disulfuro de hierro y cobre, de la clase 2 según la clasificación de Strunz de los minerales.
Los cristales son pseudotetraedros, corrientemente con recubrimiento de tetraedrita o tennantita. La mayoría de las veces se encuentra en forma masiva y las pocas veces que se ven los cristales están muy maclados y aplanados.
Forma una serie de minerales de solución sólida con la eskebornita (CuFeSe2), sustituyendo gradualmente el anión sulfuro por el seleniuro.
Se clasifica dentro de los sulfuros.

## Formación y yacimientos

### Ambiente de formación
Es un mineral muy común en los filones de sulfuros diseminados por las rocas ígneas. Puede formarse y encontrarse en rocas pegmatitas neumatolíticas, rocas hidrotermales de alta temperatura, depósitos de metamorfismo de contacto, así como constituyente primario de rocas ígneas básicas. En los yacimientos de cobre suele ser el principal mineral de este metal que aparece.

## Usos
Es la principal mena de cobre. Casi dos tercios de su peso son de hierro y cobre, ambos metales de gran aplicación industrial, pero por su valor en el mercado es extraído el cobre con alto rendimiento económico. También sirve de decoración en las casas.